# Die Leiden der jungen Janice
Die Leiden der jungen Janice (engl. The Troubles of Janice) ist ein vierteiliger Erotik-Comic von Erich von Götha, entstanden zwischen 1990 und 1996, dessen Titelheldin zur Ikone der BDSM-Szene geworden ist.
Der deutsche Titel der Reihe ist eine Anspielung auf den Sturm-und-Drang-Roman Die Leiden des jungen Werthers.

## Künstlerische Ausdrucksform
Erich von Gotha entwickelte in der Reihe Die Leiden der jungen Janice eine stark pornografisch gefärbte Comic-Ästhetik, deren naturalistisch-plakative, auf größtmögliche Klarheit der Darstellung bedachte Ausgestaltung der Bildräume teilweise durch die dekorative Malerei des Rokoko und Spätbarocks beeinflusst ist. In den im Hintergrund der Panels sichtbaren Plastiken und Gemälden tauchen sehr häufig erotische Themen und Motive auf, was für die Epoche typisch war. Vornehme Boudoir-Szenen füllen üppig-schwülstige, barocke Ornamente sowie überbordende Verzierungen an Bauten, Innenräumen und Möbeln, gezeichnet in leichten, spielerisch gewundenen Linien. Die farbenfrohe, opulente Kleidermode des Rokoko kommt ebenfalls nicht zu kurz, auch wenn Janice immer wieder gezwungen wird alle Hüllen fallen zu lassen.
Der Künstler spielt mit den Klischees der Epoche: So wie die Schäferdichtung sich in Lobgesängen auf eine Schäferin der volksnahen Verklärung menschlicher Geschlechtlichkeit und Sinnenfreude zuwendet, tut er das Gleiche auf seine Weise. Die Liebeslyrik, Malerei und Skulptur des Rokoko lobt ursprüngliche Natur und unverdorbene Menschen, die natürlich, wahrhaftig und ehrlich ihre Gefühle und Triebe ausleben und ohne gesellschaftliche Zwänge existieren. Im Kontrast dazu dient der Adelshof als Kulisse von Tugendlosigkeit, Destruktion der Natur und von mangelndem Anstand. Hinter den galanten Umgangsformen des höfischen Lebens versteckt sich im Rokoko ein leichtfüßiges, feinsinniges Lebensgefühl gepaart mit zügelloser Sinnlichkeit und ausschweifendem Lebenswandel. Der Autor schildert also eine niederträchtige Intrige, mit der ein schönes, junges, unschuldiges Mädchen von dem grausamen britischen Adel verdorben und korrumpiert wird. Die verlockende, kurvenreiche aber schlanke, blonde Janice McCormick wird zum Opfer von sadistischen Phantasien lasterhafter und perfider, ekelerregender Aristokraten.
Sein graphischer Naturalismus suggeriert historische Authentizität, doch ist Janice-Reihe weniger eine Rekonstruktion des sozialen Rahmens Englands in der Mitte des 18. Jahrhunderts als vielmehr ein eigenwilliges Mix kostümbildnerischer und architektonischer Accessoires, die einer Spanne von hundert bis zweihundert Jahren entstammen. Trotz dieser zeichnereichen Stilisierung hat der Comic in hohem Maße glaubhafte Welt inszeniert, und das gilt gleichermaßen für seine Charaktere, deren Temperamente und Motivationen Bernard Joubert in sinnigen Dialogen offenlegt, wie auch für deren Gestik und Mimik. Während die Emotionen in den Gesichtern quasi nebenbei visualisiert wurden, gehört vor allem das Libido und das sexuelle Verhalten der Figuren zu ihrer Charakterisierung. Jedes Detail wird so zum ausdrucksteigernden Formelement, alles wird zum Dekor einer konstruierten Welt, deren Gesetzmäßigkeit allein dem Kult der nackten Körper dient, deren Bewegungen der Zeichner in Posen von akademischer Präzision einfror. Seine Kenntnisse über Farbenlehre, Komposition, plastische Anatomie, Porträtzeichnen, Akt, Perspektive, Bildaufbau, Proportion und Rhythmus, die ihm die klassische Ausbildung an der Kunstakademie vermittelte, machen sich auf jeder Seite in der Ausdrucksqualität der Panels bemerkbar.
Von Gotha hatte die Schicksalsodyssee seiner jungen Heldin als einen Comic-Roman konzipiert, der nach vier Bänden mit der Befreiung Janice von ihrer Vergangenheit seinen Abschluss finden sollte. Es ist für ihn ein ungewöhnliches Vorhaben, denn seine früheren, in Torrent abgedruckten Comic-Geschichten waren hauptsächlich ein Seriengeschäft. Wegen der offen dargestellten Sexszenen hatten englische Verleger grundsätzliche Bedenken, so dass die Serie zunächst im liberalen Frankreich veröffentlicht wurde. Die Serie Die Leiden der jungen Janice ist ein farbenprächtiges Mosaik, dessen Einzelteile unmittelbar fesseln, denn immer geht es um einzelne menschliche Schicksale in Extremsituationen. Zusammen aber ergeben sie eine spannende erotische Geschichte, eine sinnliche Welt, die Sehnsucht nach mehr BDSM-Comics auf diesem Niveau weckt.

## Handlung

### Band 1
Verurteilt zu einer lebenslangen Strafe im Newgate-Gefängnis, wird der jungen Janice McCormick eine Alternative vom Gouverneur geboten, aber zu einem hohen Preis – sie stimmt trotzdem verzweifelt zu. 1766 verlässt Janice das Gefängnis für weibliche Sträflinge, um mit einer strafenden sozialen ‚Rehabilitation‘ unter der Aufsicht ihres grausamen, lüsternen Lehrmeisters Grafen Viscount Vauxhall of Nether Wallop zu beginnen. Mrs. Radcliff, die strenge Hausdame im luxuriösen Schloss des Grafen unweit von London, weist Janice in ihre Pflichten ein. Die oberste Zofe des Hauses gibt Anweisungen und Befehle auch anderen in Liebeskunst auszubildenden Eleven im „Harem“ des Hausherrs, den Mädchen Roxana, Evelyn, Pamela und Luise. Sie wacht über ihr tadelloses Aussehen, Ordentlichkeit, Sittsamkeit im Benehmen, uneingeschränktes Gehorsam und Treue zur Herrschaft. Als Zeichen hoher Ehrerbietung gegenüber dem Grafen gilt bedingungslose sexuelle Unterwürfigkeit. Die völlig eingeschüchterte Janice, mit einer Peitsche gezüchtigt, gebrandmarkt und zur Teilnahme an Orgien gezwungen, weint und jammert, fleht voller Verzweiflung und Demut ihren Gebieter an, aber nur der Leser hat Mitleid mit ihrem Schicksal. Anfänglich verängstigt und entsetzt, in Ketten gelegt, gefesselt, blank rasiert, mit angelegten Handschellen und immer wieder mit Ruten geschlagen, findet sie sich schließlich auf eine masochistische Art und Weise mit ihrem Leben in sexueller Sklaverei ab, so dass eine lange Odyssee von schmerzhaftem Vergnügen beginnt.

### Band 2
Später muss die immer noch tugendhafte Janice als Eigentum vom sadistisch veranlagten Grafen Viscount an Orgien teilnehmen, jedoch geschützt durch einen Keuschheitsgürtel. Sie ist dort, um anderen Vergnügen zu geben, und nicht, um es selbst zu empfinden. Ein unanständiger, von sexueller Begierde erfüllter Priester Redman und verwerfliche Freunde ihres Ehemannes nutzen die junge Frau aus. Aber ausgerechnet Janice, ein Kind des Volkes und das Opfer der anstößigen Handlungen, wird von der adeligen Gesellschaft als die Böse betrachtet. Viscount beschließt das Mädchen an Lord Mitchcombe zu „verheiraten“. Als der schurkenhafte Mitchcombe Janices schändliche Vergangenheit entdeckt, schickt er sie mit dem Pfarrer an Viscount zurück, damit er ihr die richtigen „Hurenallüren“ antrainiert und kleine „Anpassungen“ vornimmt (z. B. wird das Brandzeichen V des Viscounts auf ein M umgestellt), was zunächst viele weitere Leiden für die junge Engländerin bedeutet. Es folgen Orgien und grausame Peinigungen, dabei wird sie sowohl von Viscount als auch von der vermeintlich fragilen, aber in Wirklichkeit eiskalten Herrin des Hauses und zugleich seiner eifersüchtigen und triebhaften Liebhaberin, Lady Caroline schikaniert. Lady Caroline ist ein Geschöpf des Hofes und Gespielin der vergnügungssüchtigen Kavaliere, eine monumentale Nymphomanin und berüchtigte Zicke, die mit Viscount den Geschmack am Prachtvollen und Frivolen teilt.
Eine Freundschaft findet Janice bei einer Schicksalsgenossin, der rothaarigen Sklavin Victoria. Janice kehrt endlich zu ihrem Mann zurück, der sie an andere Männer „vermietet“. Janices Vergangenheit war hart und der Ehemann behandelt sie sehr streng. Zugleich erscheint ihr alter Liebhaber und macht sich über sie her. Jetzt unterwürfiger denn je, muss Janice die ultimative Prüfung bestehen: Sie wird von ihrem Mann der Kundschaft eines sehr exklusiven Bordells angeboten und muss als perfektes Freudenmädchen deren Ansprüchen genügen. „Ist das wahr, dass sie den sexuellen Appetit einer ausgehungerten Bestie hat?“ – flüstern sich die aristokratischen Damen in den Londoner Salons die Frage zu. Die Antwort ist immer ein emphatisches „Ja!“. Janice – die Lady of Pleasure – ist zu einer Nymphomanin geworden, mit ihrem berühmten Seufzer „So viele Schwänze, so wenig Zeit …“. Die lüsterne Blondine, jetzt nur in Erscheinung unschuldig, ist das allzeit bereite Opfer für „harte“ Orgien, die von ihrem Mann in dem Bordell organisiert werden und an denen außer ihm auch ihre Liebhaber regelmäßig teilnehmen.

### Band 3
Dann avanciert Janice Mitchcombe zu einer charmanten „Dame“ und wird eine zurückhaltende junge Witwe, die gegen die sexuelle Verderbtheit ihrer Vergangenheit ankämpft, um ihrem unersättlichen sexuellen Hunger keinen freien Lauf zu lassen. Sie entsagt der Hurerei, findet aber Gefallen an der Leichtigkeit des höfischen Lebens und der flirrender Lebenslust der Aristokraten. Janice will in die schmuddeligen Seitengassen Londons nicht mehr zurückkehren. Vorgestellt wird hier eine Vielzahl neuer außergewöhnlicher Charaktere: die süße und unterwürfige Victoria, die zwei ziemlich jungen Huren von Watford, das flagellantische Bruder- und Schwesternteam, die nichts lieber mögen als eine inzestuöse Orgie mit dem Erzrvillen, dem Libertin Viscount Vauxhall zu feiern.

### Band 4
Schließlich findet sich Janice in Freiheit wieder. Sie blickt zurück auf die lange Zeit mit vielem Kummer, in der sie als Sexsklavin seitens sittlich verkommenen Aristokraten derben und brutalen Belästigungen ausgesetzt war. Diesmal sind geografisch und politisch die Themenfelder des Comics weiter gefasst: Mit einer Freundin, die sie vor einem Selbstmord gerettet hat, reist Janice nach Venedig (mit einem Zwischenaufenthalt in Paris und an der nordafrikanischen Küste), zu der italienischen Stadt, die Liebende aus aller Welt begrüßt. Dort begegnet sie einer bunten Palette von Figuren und verlockt mehrere berühmte Personen. Sie begegnet zum Beispiel bei einem Gruppensex im Bordell Benjamin Franklin und bei einem privaten Dinner mit einer anschließenden SM-Session trifft sie auf den Marquis de Sade. Auf dem Seeweg wurde Janice von Piraten entführt und musste noch viele andere unangenehme Abenteuer erleben – man könnte meinen, der Comic persifliert hier die Angélique-Romane von Anne Golon, die für ihre Heldin vergleichbare Sujets konstruiert hatte.